# عبد العزيز بن عبد اللطيف آل الشيخ مبارك
عبد العزيز بن عبد اللطيف بن إبراهيم آل الشيخ مبارك (1892 - 1924) شاعر سعودي. ولد في الأحساء بلواء نجد العثمانية ونشأ ودرس بها وهو ينتمي إلى أسرة آل الشيخ مبارك المعروفة وقد التبست سيرته عند بعض مع عبد العزيز بن حمد من نفس الأسرة. قرأ على جده إبراهيم كما قرأ على عبد العزيز العلجي وغيرهما وبرز في العلوم الشرعية والعربية. انتقل إلى البحرين وأقام فيها مدة وواصل دراسته فيها. اشتغل بالتدريس. توفي في مسقط رأسه عن ثلاث وثلاثين سنة. اعتنى بديوانه ابن أخيه قيس بن محمد وطبعته في 2013. 

## سيرته
هو عبد العزيز بن عبد اللطيف بن إبراهيم بن عبد اللطيف بن مبارك. ولد في الأحساء سنة 1310 هـ/ 1892 م ونشأ فيها. تعلم في صغره مبادئ القراءة والكتابة، ثم واصل دارسته على علماء الأحسائيين، ومن ذلك علماء أسرته، فقرأ على جده إبراهيم كما قرأ على عبد العزيز العلجي وغيرهما وبرز في العلوم الشرعية والعربية.

انتقل إلى البحرين وأقام فيها مدة وواصل دراسته فيها، والتقى بعلمائها وأدبائها. ثم رحل إلى الهند للعلاج. 

من تلاميذه أخوه مبارك وابن عمه عبد الله ومحمد بن أحمد وغيرهم.

توفي في سنة 1343 هـ/ 1924 م في مسقط رأسه عن ثلاث وثلاثين سنة. 

## شعره
يعد من أجود شعراء الأحسائيين في عصره،  وله قصائد قالها في المناسبات. طبعت ديوانه سنة 2013 وقد اعتنى به ابن أخيه قيس بن محمد. ذكرت في معجم البابطين عنه، وقد التبست كاتبه عبد العزيز بن عبد اللطيف مع عبد العزيز بن حمد المبارك وقال عنه: 

## وصلات خارجية
- في بوابة الشعراء